# Santa Maria della Pace
La iglesia de Santa María de la Paz (en italiano: Chiesa di Santa Maria della Pace) es una pequeña iglesia católica en Roma, Italia, en el rione Ponte, muy cerca de la plaza Navona. Esta construcción, integrante de las iglesias de Roma, fue realizada en el siglo XV y fue reformada por Pietro da Cortona en 1656-1657; su fachada es una buena muestra de la arquitectura barroca romana.
Tiene el estatus de Titulus —que distingue a ciertas iglesias de la diócesis de Roma que se encuentran ligadas a un cardenal—, con el título cardenalicio de Santa María de la Paz, que en la actualidad ostenta el arzobispo de Santiago de Chile.

## Historia

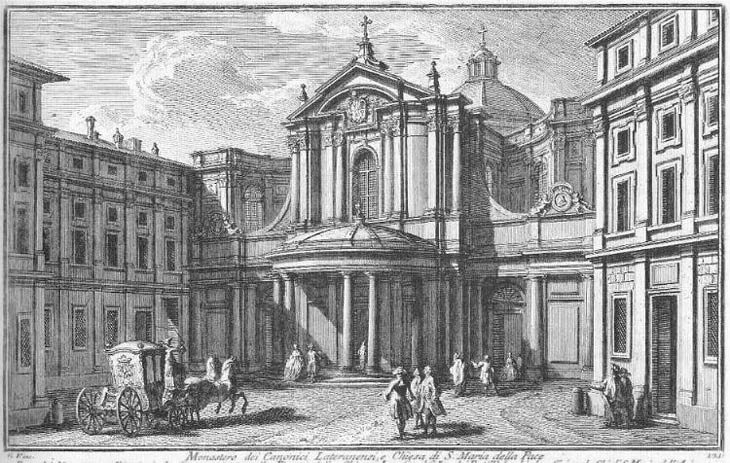
La fachada de Santa Maria della Pace en un grabado de Giuseppe Vasi

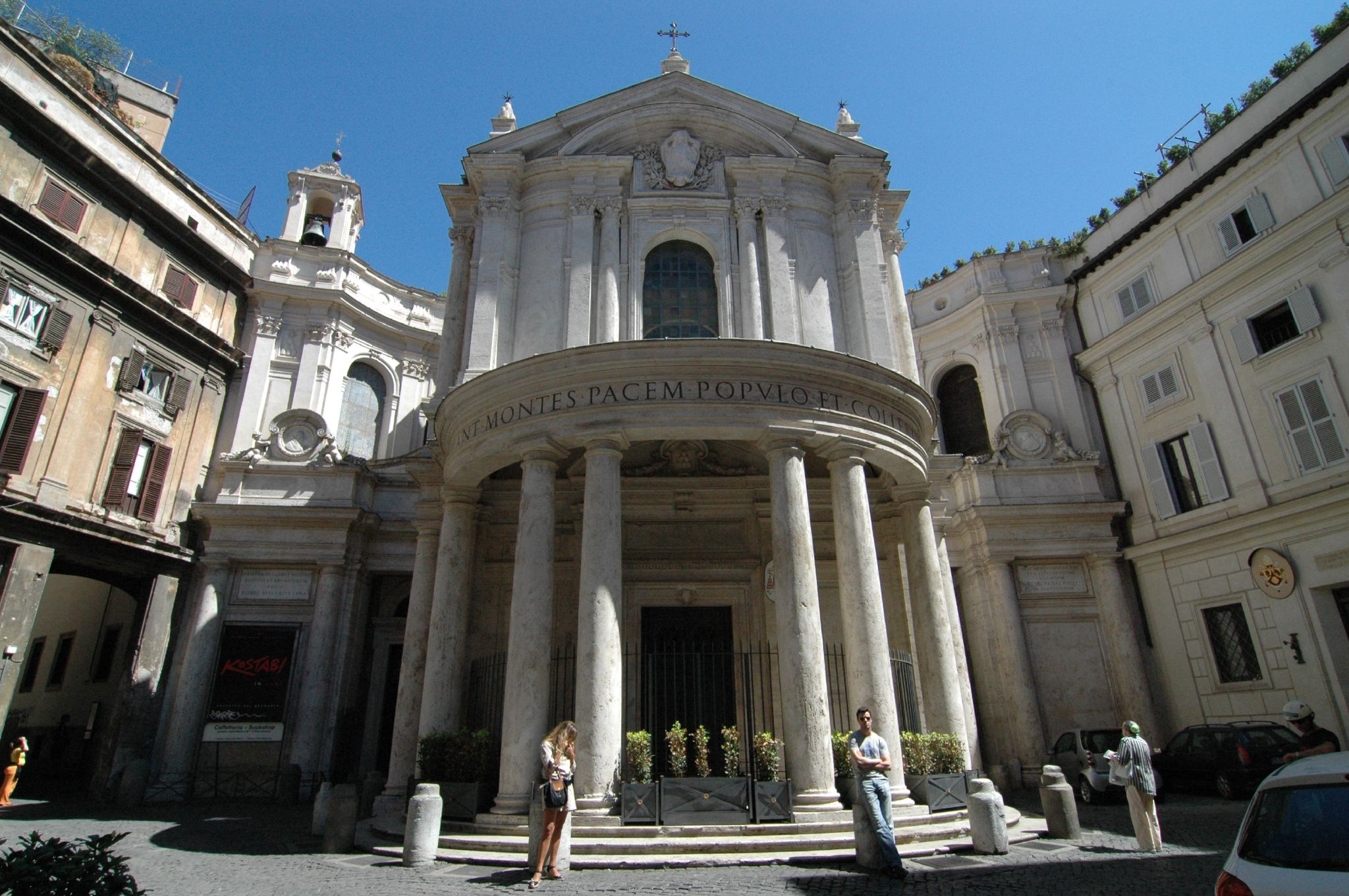
Vista exterior

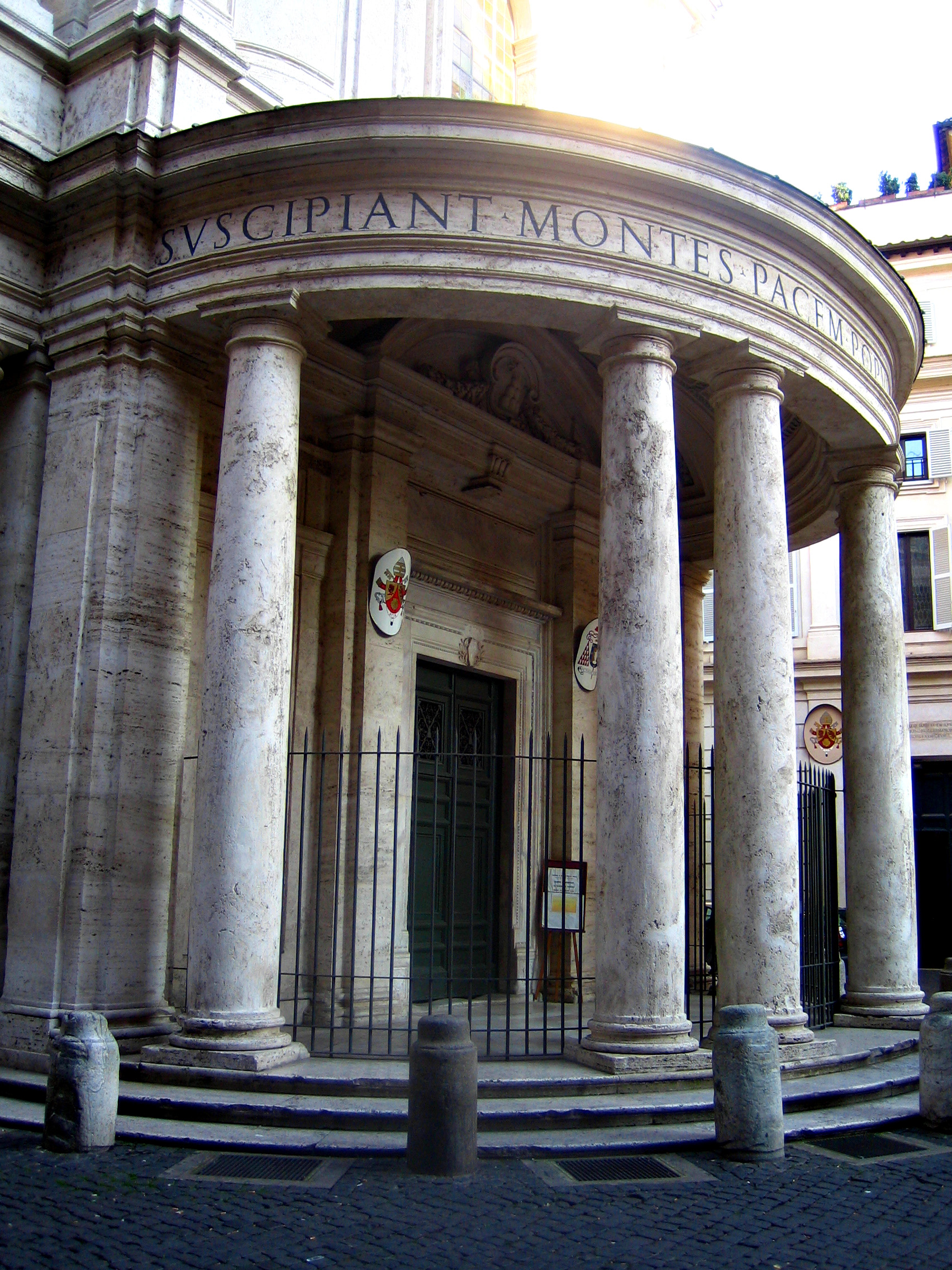
El pronaos de la fachada.

El edificio actual fue construido sobre los cimientos de una iglesia anterior, dedicada a Sant'Andrea de Aquaricariis. Fue consagrada en 1482 y dedicada a la Virgen María para recordar el milagro de que manara sangre de una estatua de la Virgen en el año 1480.  Sixto IV, que había quedado impresionado por el acontecimiento, hizo el voto de que si la conjura de los Pazzi, en la que estaba de algún modo implicado, no llevaba a la guerra que se temía, haría construir en el lugar una gran iglesia dedicada a la Virgen. El autor del diseño original se desconoce, aunque se piensa en Baccio Pontelli  o en Meo del Caprino o en ambos.
En 1611 fue rehecha, ampliando la volumetría de la iglesia, la tribuna y el altar mayor, a expensas de la familia Rivaldi, que de este modo consiguió una imponente cripta sepulcral al pie del altar.
En 1656-1667 el papa Alejandro VII hizo que Pietro da Cortona restaurase el edificio, que agregó la famosa fachada barroca que avanza entre las alas cóncavas:esta fachada, que quería simular un escenario teatral, tiene dos órdenes y está precedida por un pronaos semicircular sostenido por columnas toscanas pareadas. La iglesia empuja hacia adelante, llenando casi completamente el espacio de la pequeña plaza que la precede; Pietro da Cortona demolió muchas casas para crear este espacio  trapezoidal asimétrico que, con su aspecto unitario intensamente plasmado, destaca entre los principales logros del barroco romano.

## Descripción

### Interior

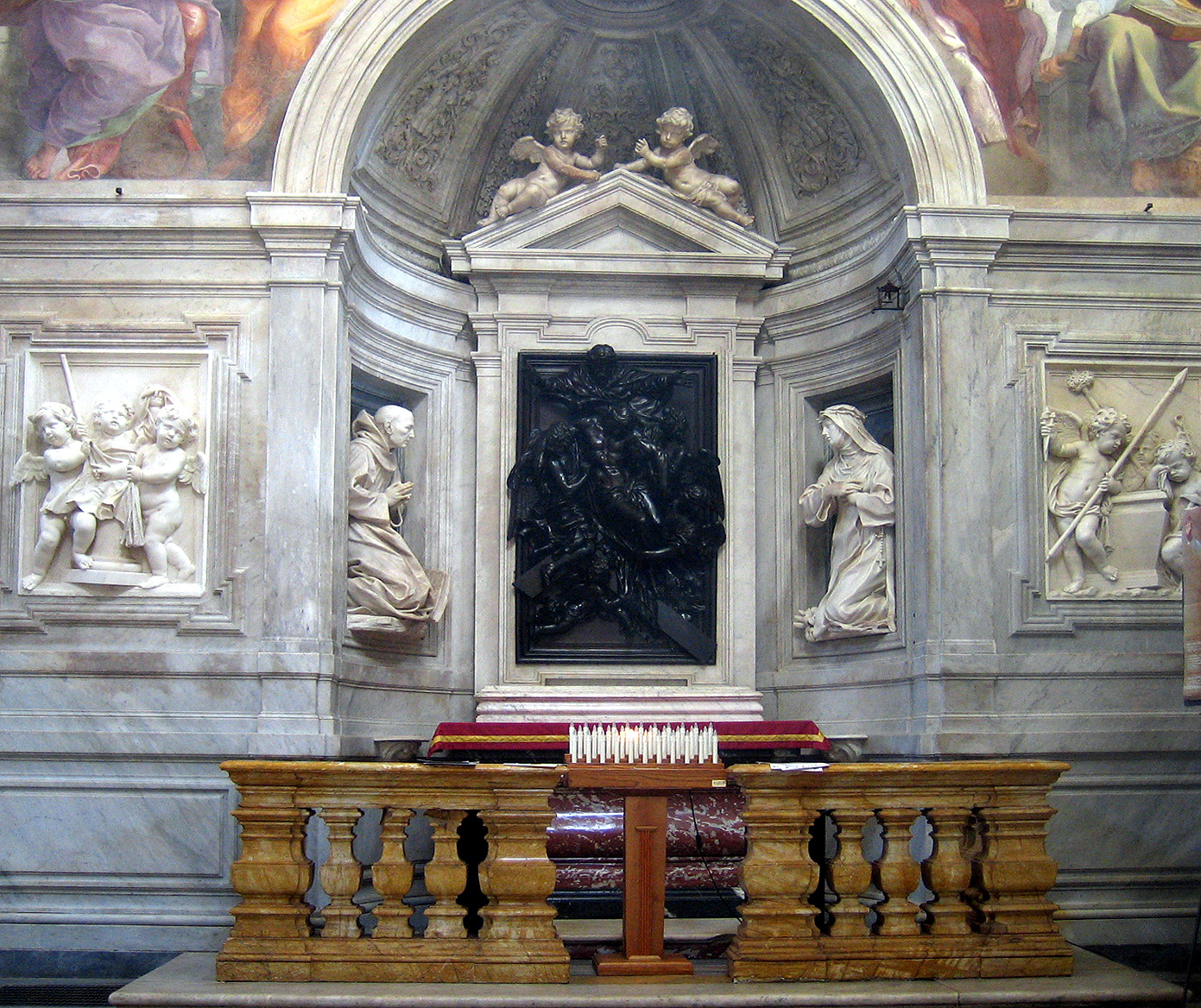
Capilla Chigi.

El interior, que puede alcanzarse desde la puerta original del siglo XV, tiene una nave central corta con un crucero octogonal y una tribuna coronada por una cúpula. Carlo Maderno diseñó el altar mayor (1614) para enmarcar la venerable imagen de la Madonna col Bambino (Virgen con el Niño). 

### Capillas

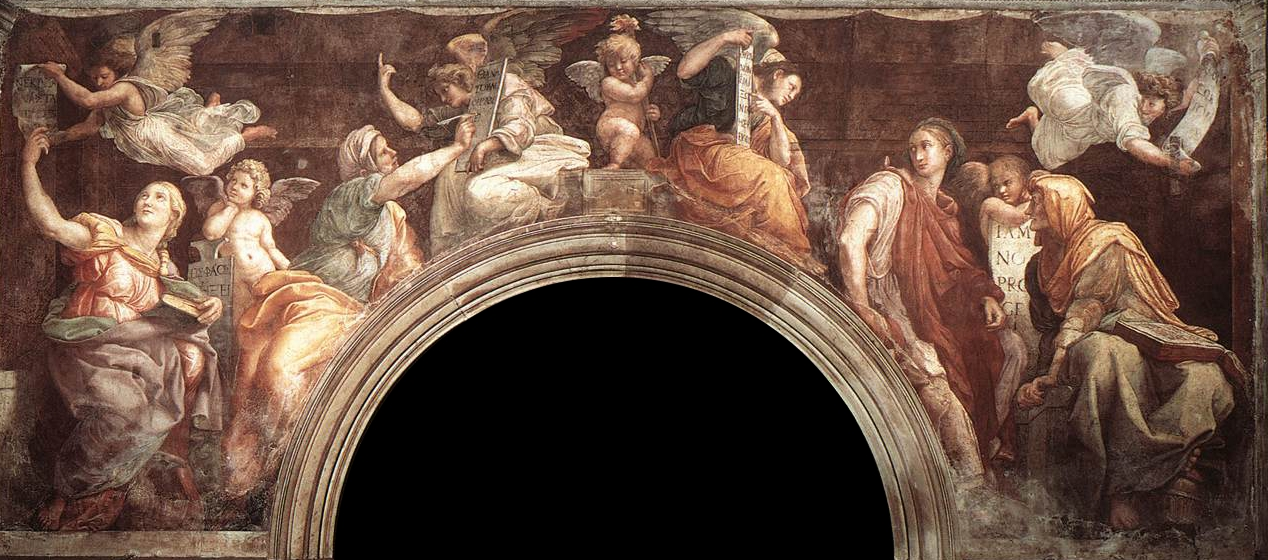
Sibille e angeli, de Rafael Sanzio, 1514

La primera capilla a la derecha de la nave se llama Chigi, porque fue encargada por Agostino Chigi, el banquero del papa. La arquitectura se atribuye a Rafael, quien también comenzó a pintar los frescos sobre el arco de las Sibille e angeli  (Sibilas y ángeles) (1514). Timoteo Viti, después de la muerte del maestro y según dibujos suyos,  realizó los frescos superiores con los cuatro Profeti (Abacuc e Giona, a la izquierda; David e Daniele, a la derecha). El atuendo escultórico está dominado por el alto relieve con Cristo trasportato dagli angeli (Cristo llevado por los ángeles), sobre el altar, una obra en bronce de  Cosimo Fancelli,  también autor de los dos santos laterales en colaboración con  Ercole Ferrata: Santa Caterina y San Bernardino.
La segunda capilla a la derecha (la capilla Cesi) fue diseñada por Antonio da Sangallo el Joven y tiene una decoración renacentista sobre la arcada exterior, obra de Simone Mosca,  y dos frescos, la Creazione di Eva (Creación de Eva) y el Peccato originale (Pecado original) de Rosso Fiorentino. Las estatuas en los nichos, con Santi Pietro e Paolo  son obra de  Vincenzo de' Rossi,, que también esculpió los altorrelieves en los lados del arco (Profeti e angeli),  así como las figuras de los durmientes en las tumbas de Angelo Cesi y de su esposa Francesca Carduli Cesi (1550-ca. 1560). Las esfinges se atribuyen sin embargo a Simone Mosca. Para el altar, Carlo Cesi pintó una Sacra Famiglia con sant'Anna (Sagrada Familia con Santa Ana), que reemplazó a la 'Deposizone de Rosso Fiorentino.
La primera capilla a la izquierda de la nave (capilla Ponzetti) tiene notables frescos renacentistas de Baldassarre Peruzzi, más conocido como arquitecto: pintó en el altar la Madonna col bambino tra le sante Brigida e Caterina e il cardinale Ferdinando Ponzetti (Virgen con el niño entre las santas Brigida y Caterina y el cardenal Ferdinando Ponzetti) (1516), también los Storie bibliche (relatos bíblicos) en la cuenca absidial. Aquí también hay dos monumentos funerarios de la familia Ponzetti, datados de 1505 y 1509.
La segunda capilla a la izquierda (capilla Mignanelli) tiene algunas mármoles tomados de las ruinas del templo de Júpiter Capitolino. En el altar, la Madonna in gloria tra i santi Ubaldoe Girolamo (Virgen en gloria entre los santos Ubaldo y Girolamo), es de Marcello Venusti, mientras que la luneta externa muestra la Cacciata dal Paradiso terrestre (Expulsión del Paraíso terrestre) y la Famiglia di Adamo (Familia de Adán), de Filippo Lauri (1657).
La tribuna octogonal también fue diseñada por Sangallo y decorada con estucos diseñados por Pietro da Cortona. En el tambor hay una serie de capillas con frescos, encima de las cuales hay pinturas: de la derecha,  Visitazione de Carlo Maratta (1655), Presentazione al Tempio de Baldassarre Peruzzi (1524), Nascita della Vergine de Raffaello Vanni y Transito della Vergine di Giovanni Maria Morandi.
La primera capilla a la derecha del altar (capilla Olgiati) tiene un Battesimo di Gesù (Bautismo de Jesús) de Orazio Gentileschi (1607), mientras que en la de la izquierda hay un crucifijo del siglo XV y un altar de mármol dorado y pintado de la escuela  Andrea Bregno (alrededor de 1490), donado por Innocenzo III. La Natività  y la Annunciazione son de  Passignano, mientras que la decoración de la bóveda y de la cuenca absidal son de Francesco Albani (1612-1614) e le Sante  en el sotoarco de  Lavinia Fontana (1611-1614). En otra capilla a la izquierda también está la Adorazione dei pastori  del Sermoneta.
Es admirable el monumento al obispo Giovan Andrea Boccaccio, obra renacentista del escultor lombardo Luigi Capponi, seguidor de Andrea Bregno.

### Claustro

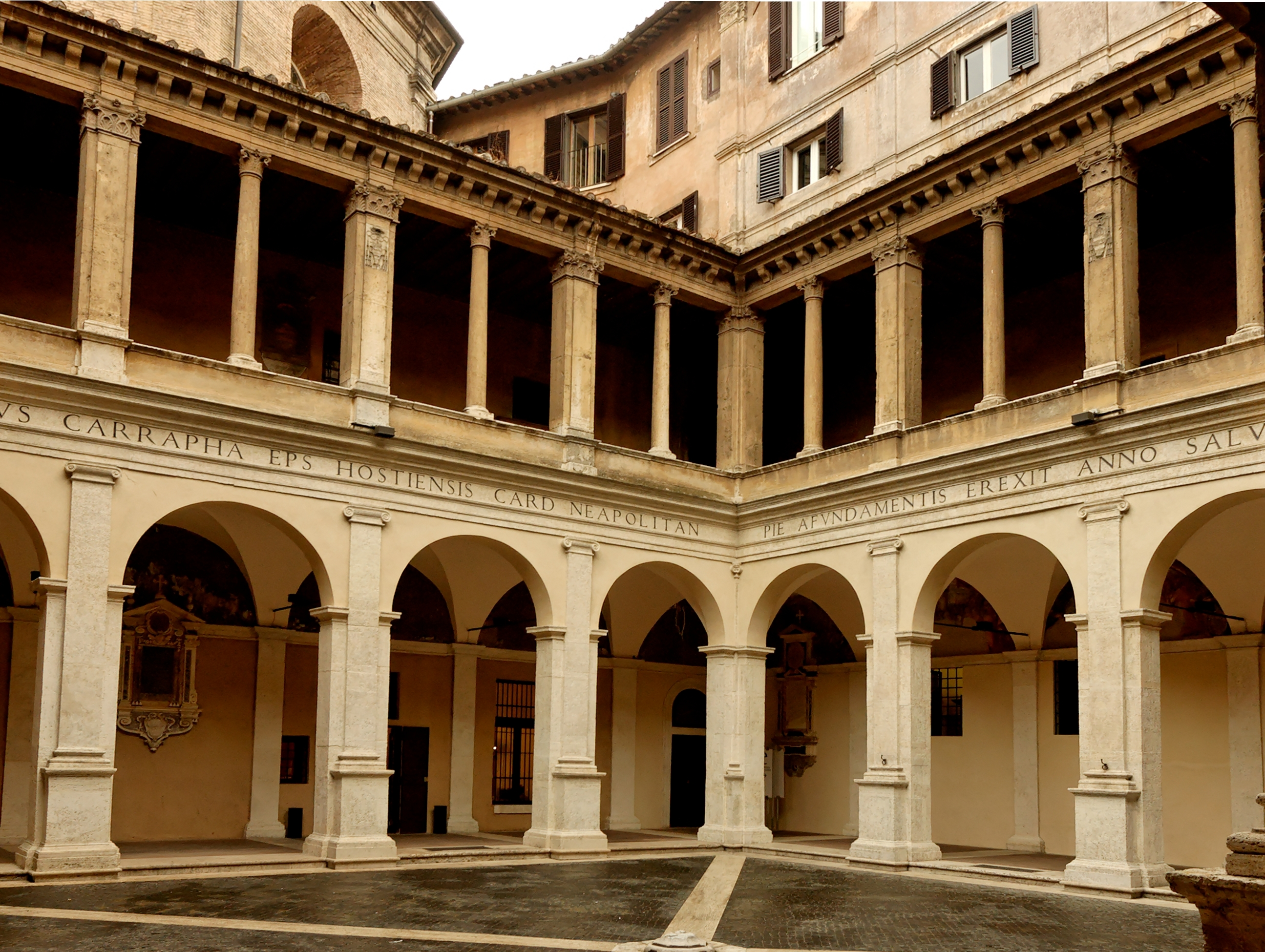
Claustro de Bramante en Santa Maria della Pace

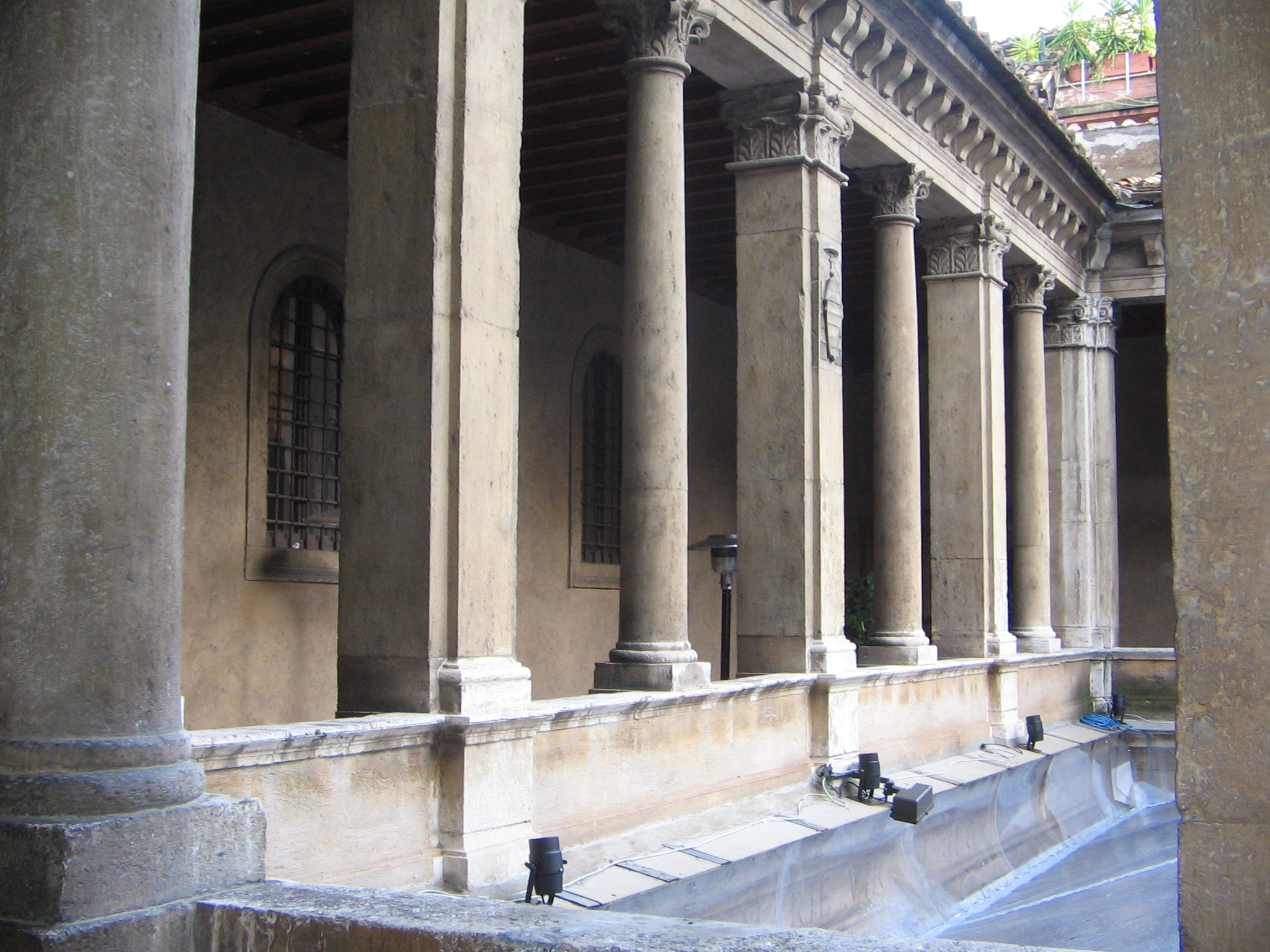
Detalle del claustro

Otro elemento prominente de la iglesia es el claustro de Bramante (1500-1504), construido por Bramante para el cardenal Oliviero Carafa. Es una de las obras más importantes del Renacimiento del siglo XVI y fue una de las primeras obras romanas diseñadas por Bramante después del período milanés. Es obra importantísima porque, por vez primera, aparecen los cuatro órdenes de la antigüedad (toscano, dórico, jónico y corintio) superpuestos.
La planta cuadrada se obtiene repitiendo un módulo igual a la anchura del pórtico, que dimensiona el vacío central (4x4) y el refectorio adyacente (2x4). El espacio central está rodeado por 16 pilastras (16 es un número perfecto según  Vitruvio) que forman un pórtico continuo de bóvedas de arista. En Alzado, consta de dos órdenes, proporcionados de acuerdo con la regla vitruviana, seguida por lo demás por Leon Battista Alberti y por Serlio, que quiere que el segundo orden disminuya en altura un 1/4 en comparación con el primero.
El primer nivel en la planta baja presenta una orden de pilastras jónicas que sostienen un entablamento con un friso continuo, propio de ese orden, con una concatenación de arcos de medio punto sobre aletas, típicos de la arquitectura romana clásica. En el segundo nivel hay un orden de pilastras pseudo-corintias, que giran sus flancos en correspondencia con las aletas del primer nivel, con la inserción de columnas libres, del mismo orden, que redoblan el paso de los arcadas sustentantes.
El lenguaje severo, desprovisto de cualquier decoración, lo diferencia profundamente de las obras realizadas por Bramante durante el precedente periodo milanés, donde el arquitecto de Urbino, en cambio, hizo un uso extensivo de las decoraciones de gusto lombardo.
En el interior del pórtico, las lunetas en la pared posterior están pintadas con Storie della vita della Vergine (historias de la vida de la Virgen), a las que se agregan episodios relacionados con la iglesia y la imagen milagrosa.
El claustro es sede de exposiciones de arte contemporáneo.

### Órgano
En la iglesia, dispuesto sobre  la cantoria de la izquierda, hay un antiguo órgano del siglo XIX, quizás con material anterior, de 14 registros que ya no funcionan, colocados en un cofre barroco construido en los años 1656-1661. Anteriormente, la iglesia tenía un órgano construido en 1506 por Giovanni Matteo di Niccolò y Giovanni Francesco Donadio llamado il Mormanno.  Con motivo de la renovación de la iglesia en la épcoa de Alejandro VII, este instrumento fue desmantelado y reensamblado en 1665 en la iglesia de S. Maria Assunta en Ariccia por el organista Matteo Marione.